# Ljetna univerzijada 1965.
IV. Ljetna univerzijada održana je u Budimpešti u Mađarskoj od 20. do 30. kolovoza 1965. godine.
Na Univerzijadi su sudjelovale 32 države s 1729 natjecatelja koji su se natjecali u devet športova i 68 disciplina. Najuspješnija je bila zemlja domaćin sa 16 zlatnih, 8 srebrnih i 14 bronačnih medalja.